# Zamamira
Zamamira (arab. ‏زمامرة‎; fr. Zemamra) – miasto w zachodnim Maroku, w regionie Casablanca-Sattat, w prowincji Sidi Bu-n-Nur. W 2014 roku liczyło ok. 13,3 tys. mieszkańców. 
W mieście działa klub piłkarski Renaissance Zemamra.